# Paul E. Green
Paul E. Green (* 4. April 1927; † 21. September 2012) war ein US-amerikanischer Wirtschaftswissenschaftler und Mathematiker. Insbesondere zur Conjoint-Analyse leistete er grundlegende Beiträge.

## Werdegang, Forschung und Lehre
Green studierte an der University of Pennsylvania. Nach seinem Artium Baccalaureus 1950 folgte drei Jahre später der Artium Magister. 1961 schloss er sein Studium mit dem akademischen Grad eines Ph.D. an der Hochschule ab. Parallel arbeitete er für Sun Oil, Lukens Steel und insbesondere DuPont. 1962 kehrte er an die University of Pennsylvania zurück und übernahm einen Lehrauftrag an der Wharton School, wo er auch nach seiner Emeritierung 2002 der Fakultät angehört.
Ab 1964 entwickelte Green den Gedanken der Conjoint-Analyse, als er ausgehend von einem wissenschaftlichen Artikel in einer Zeitschrift zu mathematischer Psychologie ein dort beschriebenes Verfahren zur Messung von geordneten Daten auf Fragestellungen der Marketingwissenschaft anwendete. Die von ihm vorgeschlagenen statistischen Methoden fanden großen Anklang in der Wirtschaft, mittlerweile wurden die Verfahren weiterentwickelt.
Für seine Leistungen erhielt Green etliche Auszeichnungen. Darunter finden sich der 1996 vergebene Preis für sein Lebenswerk von der American Marketing Association, der INFORMS Impact Prize und der MIT Sloan School of Management Buck Weaver Preis. Ihm zu Ehren wurde der Paul-E.-Green-Preis der American Marketing Association ausgelobt.